# Opuntia vaseyi
Opuntia vaseyi är en kaktusväxtart som först beskrevs av John Merle Coulter, och fick sitt nu gällande namn av Nathaniel Lord Britton och Rose (pro sp. Opuntia vaseyi ingår i släktet fikonkaktusar, och familjen kaktusväxter. Inga underarter finns listade i Catalogue of Life.